# Centro M.T. Abraham per le arti visuali
Il Centro M.T. Abraham per le arti visuali è un'istituzione artistica senza scopo di lucro. La sede principale si trova a Parigi, in Francia, mentre le sue collezioni sono conservate a Ginevra, in Svizzera. Il centro venne fondato dopo la morte di Mansur Tamir Abraham, avvenuta nel 1999, dai suoi discendenti. Scopo dichiarato del centro è di sensibilizzare il pubblico verso il Modernismo, l'Impressionismo e l'Arte moderna russi ed europei raccogliendo pezzi che possono essere concessi in prestito al solo scopo di esposizione e studio da parte delle istituzioni pubbliche.
Il centro sostiene esposizioni che incoraggiano l'apprezzamento e la comprensione dell'arte, la sua storia, il contesto ed i significati. Le esposizioni sponsorizzate dal Centro sono accompagnate da programmi istruttivi per bambini e giovani, condotti da artisti, insegnanti, ed da altri professionisti dell'arte. Inoltre fornisce anche sostegno ai giovani artisti e studenti in Studi Judaici.
Nel 2011 il Centro possedeva oltre 300 pezzi di opere d'arte create da più di 50 artisti, principalmente di opere sul Modernismo europeo e russo della fine del XIX e XX secolo. Il centro possiede almeno un'opera di Salvador Dalí, Natal'ja Gončarova, Mikhail Larionov, Lazar Lissitzky, Kazimir Severinovič Malevič, Henri Rousseau, Vladimir Tatlin, and Vladimir Titov. Inoltre è presente una collezione completa di sculture di Edgar Degas, da lui cedute in prestito a istituzioni quali la Galleria nazionale d'arte di Sofia, in Bulgaria, il Museo dell'arte di Tel Aviv in Israele, e l'Istituto Valenciano di Arti Moderne.

## Storia

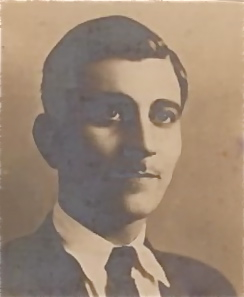
Mansur Tamir Abraham

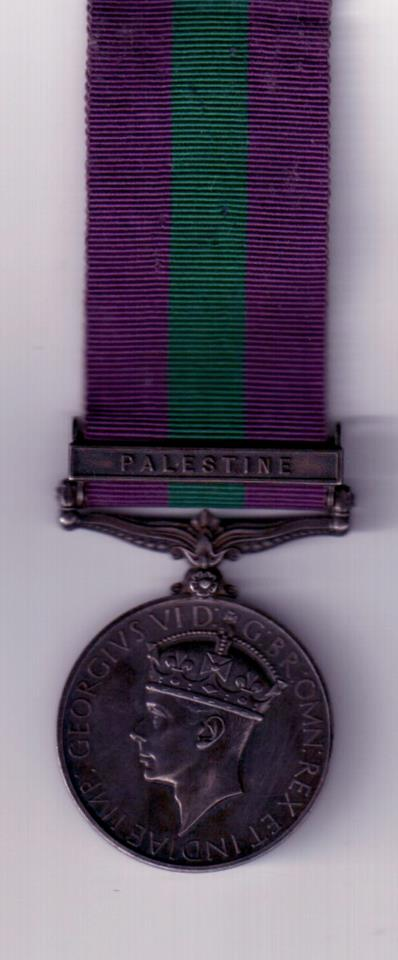
Abraham's George Medal.

L'organizzazione venne fondata nel 2004 dalla famiglia di Mansur Tamir Abraham. Nato il 27 aprile 1912, a Men, in Yemen, durante il periodo dell'occupazione inglese. Divenne un'autorità dell'Ordine della legge africano ed asiatico, e, per il suo lavoro gli fu assegnata la George Medal inglese. Abraham era anche un meticoloso ed avido collezionista d'arte, per lo più alle opere d'arte russe ed europee occidentali. Molti dei pezzi che aveva collezionato erano considerati di scarsa importanza, a quei tempi. Abraham morì il 9 gennaio 1999 all'età di 86 anni.
Nel 2004 i suoi figli e nipoti costituirono le sue raccolte nel Centro M.T. Abraham per le arti visuali, un'organizzazione senza scopo di lucro.  L'attuale presidente è il sig. Amir Gross Kabiri.

## Collezioni
Nel 2011 il Centro possiede oltre 300 pezzi di opere d'arte create da più di 50 artisti, con messa a fuoco della collezione sul Modernismo europeo e russo della fine del XIX e XX secolo. I movimenti di questo periodo trattati sono fra gli altri l'Impressionismo, il Postimpressionismo, il Costruttivismo, il Cubismo, il Cubo-futurismo, il Neo-primitivismo, il Rayonismo, il Suprematismo ed il Futurismo. Segue un elenco parziale degli artisti che prendono parte alla collezione:
- Avigdor Arikha
- Moshe Kupperman
- Vera Pestel
- Alexei Chostenko
- Mikhail Larionov
- Nikolai Pirosmani-Shvili
- Salvador Dalí
- Uri Lifshitz
- Vladimir B. Rosine
- Edgar Degas
- Nadav Lifshitz
- Henri Rousseau
- Natal'ja Gončarova
- Lazar Lissitzky
- David Shterenberg
- Boris Grigoriev
- Kazimir Severinovič Malevič
- Sergei Senkin
- Menashe Kadishman
- Zwi Milshtein
- Vladimir Tatlin
- Raffi Kaiser
- Joan Miró
- Vladimir Titov
- Boris Kleint